# Emanuelle Goes to Dinosaur Land
"Emanuelle Goes to Dinosaur Land" é o 21.° episódio da quarta temporada da série de televisão de comédia de situação norte-americana 30 Rock, e o 79.° da série em geral. Foi realizado por Beth McCarthy-Miller e teve o seu enredo escrito por Matt Hubbard, um dos co-produtores supervisores da temporada. McCarthy-Miller é uma amiga de longa data de Tina Fey — criadora, argumentista-chefe, produtora executiva, co-showrunner e estrela principal de 30 Rock — a quem conheceu enquanto trabalhavam no programa de televisão humoirístico Saturday Night Live (SNL). Diversos atores fizeram uma participação especial no episódio, incluindo Elizabeth Banks, Jon Hamm, Dean Winters, Jason Sudeikis, Michael Sheen, Julianne Moore, John Anderson, Seth Kirschner, *Kristin McGee.
Nos Estados Unidos, a transmissão original de "Emanuelle Goes to Dinosaur Land" ocorreu através da rede de televisão National Broadcasting Company (NBC) na noite de 13 de Maio de 2010. De acordo com o sistema de mediação de audiências Nielsen Ratings, aquela emissão foi assistida por uma média de 4 milhões e 996 mil agregados familiares, e foi-lhe atribuída a classificação de 2,5 e 7 de share entre os telespectadores pertencentes ao perfil demográfico dos 18 aos 49 anos de idade.
No episódio, Avery Jessup (interpretada por Banks) informa a Jack Donaghy (Alec Baldwin) que não o pode acopmpanhar ao casamento de Cerie Xerox (Katrina Bowden) e aconselha-o a usar o fim de semana para "pensar um pouco" sobre o relacionamento deles, sem saber que Nancy Donovan (Moore) tenciona acompanhá-lo. Entretanto, assoberbada com a ideia de ir a três casamentos num só dia, Liz Lemon (Fey) decide encontrar um par para as núpcias do seu ex-namorado Floyd DeBarber (Sudeikis) revisitando alguns dos seus ex-namorados. Simultaneamente, Tracy Jordan (Tracy Morgan) anuncia a sua intenção de interpretar Garfield num filme, embora os seus amigos sugiram que ele deveria pensar em algo mais dramático, como uma história que espelhe a sua própria educação, para aumentar as suas hipóteses de ganhar um Óscar.
De um modo geral, os críticos especialistas em televisão do horário nobre partilharam um sentimento de prazer e diversão por "Emanuelle Goes to Dinosaur Land", apreciando particularmente o humor e as estrelas convidadas, assim como declarando-o uma preparação para um episódio final de temporada emocionante. Eles destacaram as piadas espirituosas, o seu título inteligente  e as interações de Liz com os seus ex-namorados. A subtrama de Tracy sobre as suas memórias de infância reprimidas foi um apontada como um dos momentos altos, proporcionando a amior quantidade de gargalhadas. Todavia, o triângulo amoroso entre Jack, Nancy e Avery recebeu reações mistas, com alguns críticos a acharem ter se arrastado demasiado.

## Referências culturais

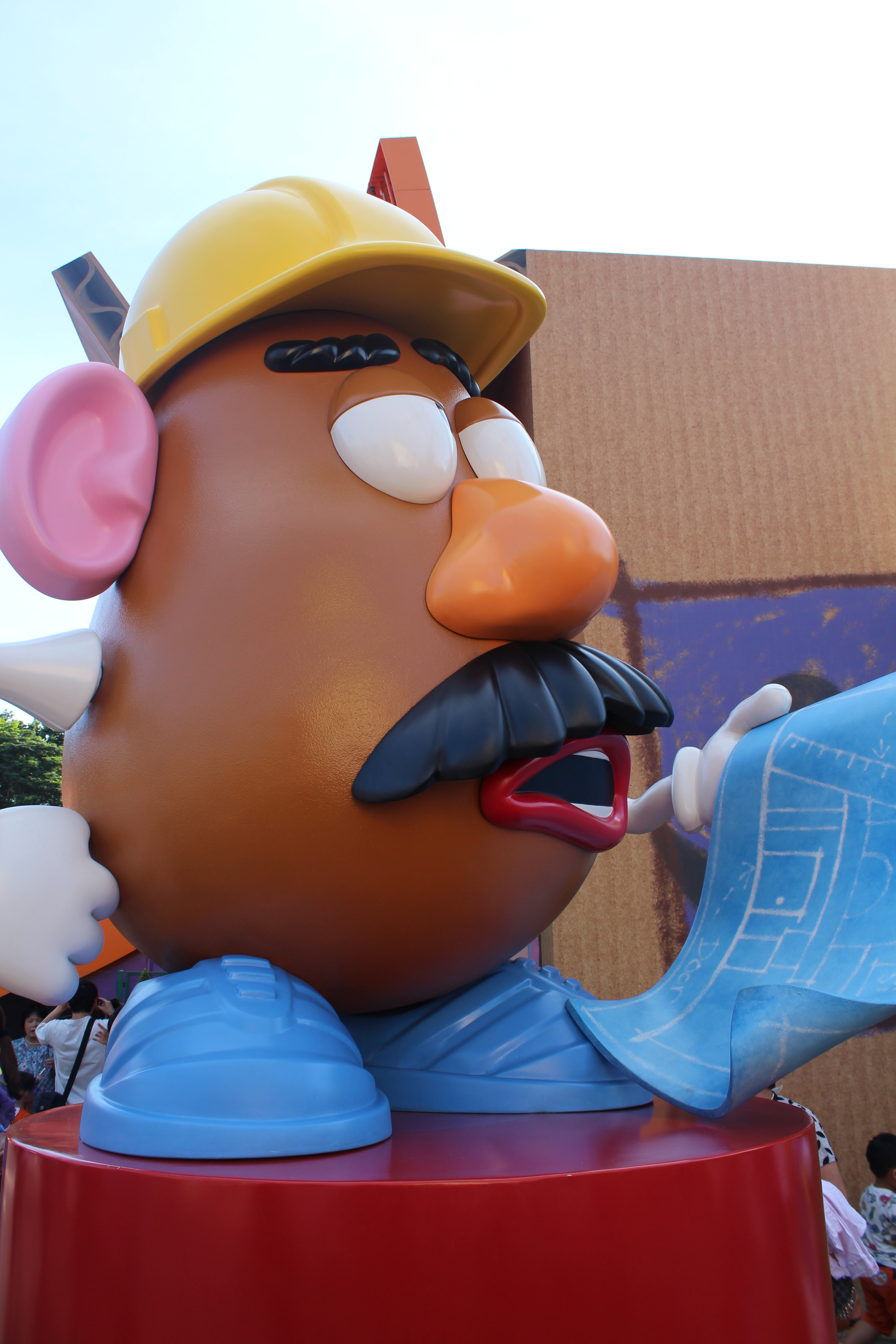
No episódio, Liz foi comparada à Sra. Potato Head.

### Análises da crítica

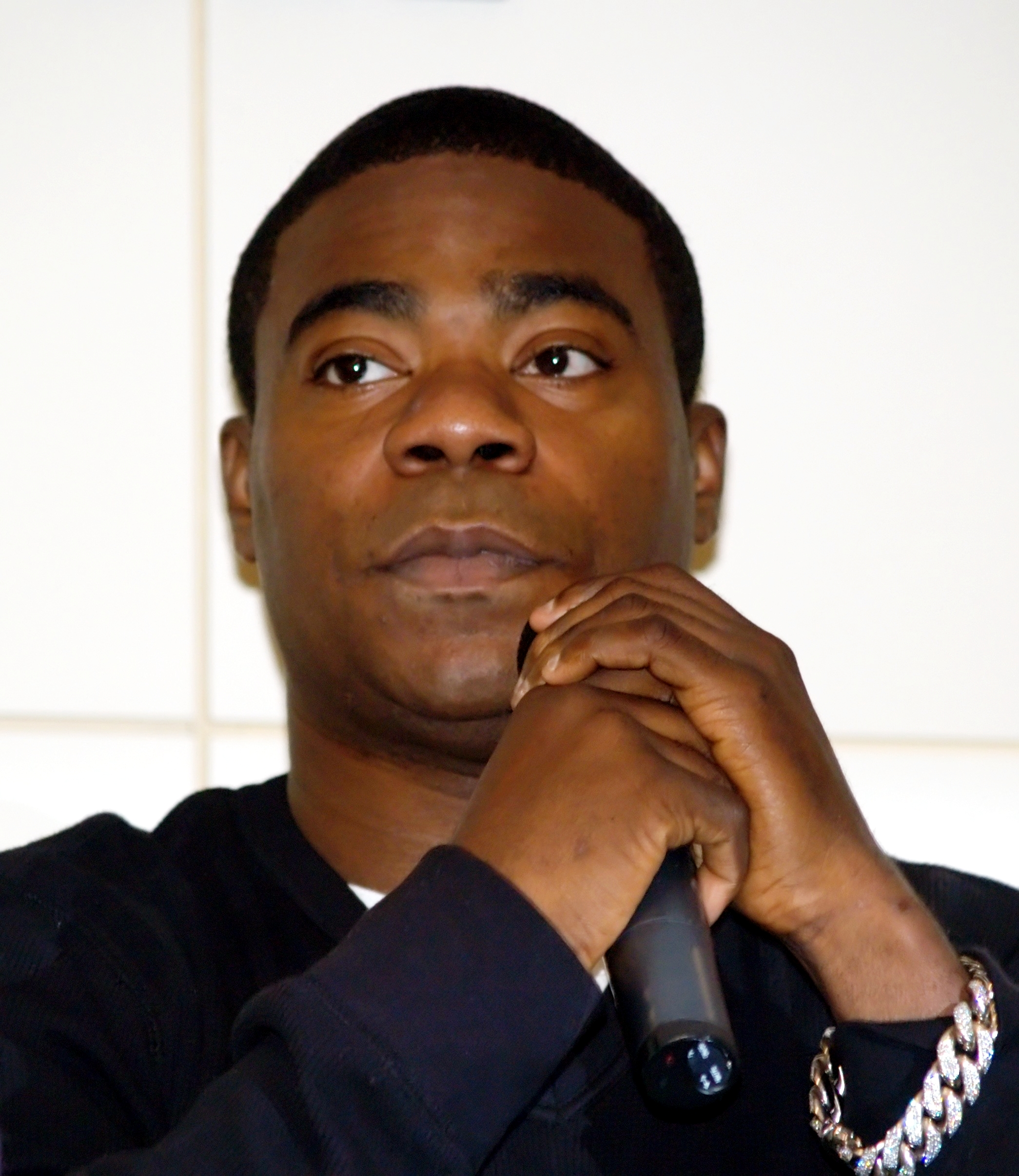
O desempenho de Tracy Morgan e as piadas da sua personagem ao longo do episódio foi enaltecidas como o ponto mais alto do episódio.

### Reconhecimento

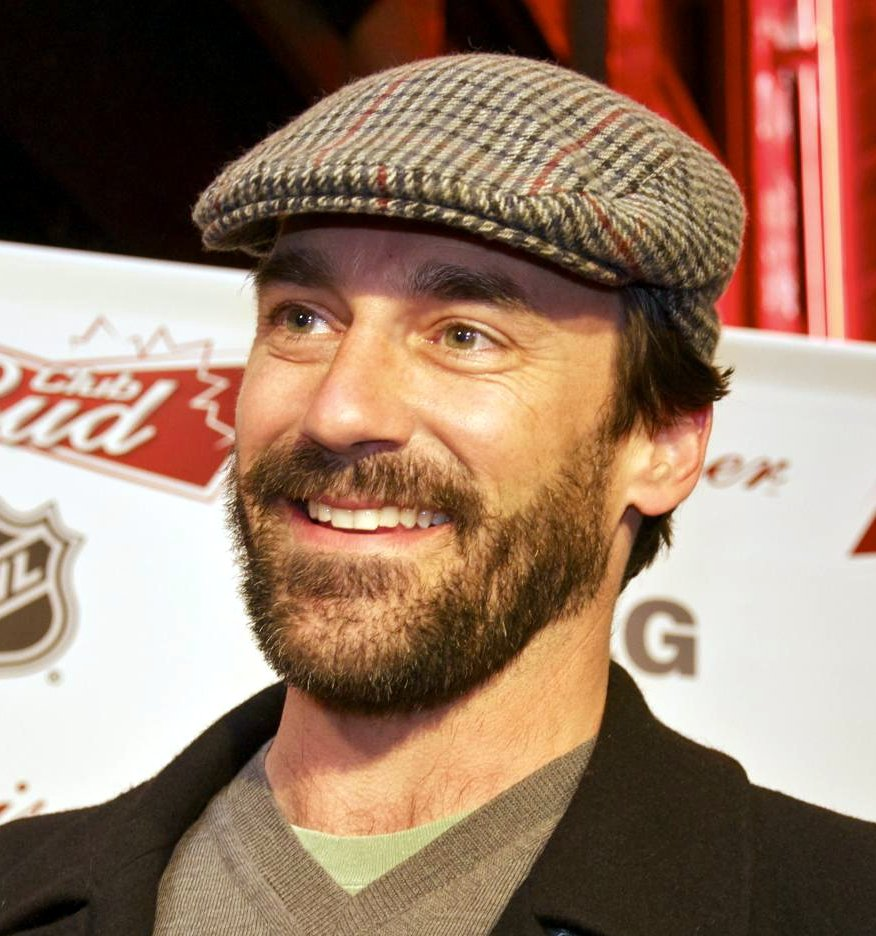
Jon Hamm foi enaltecido pelos críticos pelo seu desempenho e nomeado a um Prémio Emmy.

## Produção e desenvolvimento

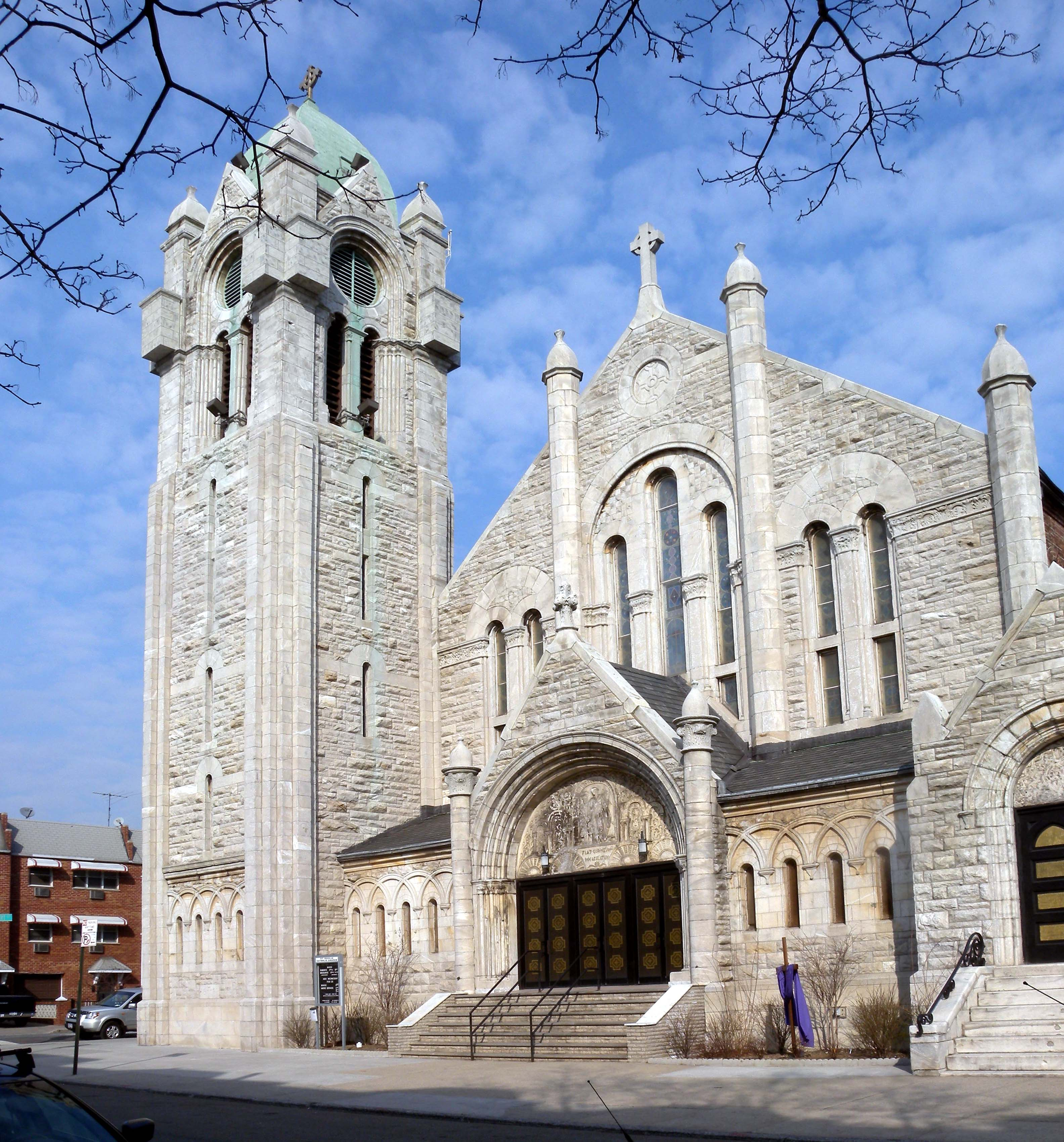
A Igreja Católica de Santa Cecília (imagem) serviu de locação para a igreja na qual Floyd e Kaitlin se casaram.

"Emanuelle Goes to Dinosaur Land" é o 21.° episódio da quarta temporada de 30 Rock. As suas filmagens decorreram a 10 de Março de 2010 nos Estúdios Silvercup, lugar em Manhattan, Cidade de Nova Iorque, onde 30 Rock é normalmente filmado. O episódio foi realizado por Beth McCarthy-Miller, sua 12.ª vez a trabalhar na realização de um episódio de 30 Rock, e teve o seu enredo redigido por Matt Hubbard, que assumia ainda a função de co-produtor executivo da série; esta foi a sua décima vez a receber crédito pelo guião de um episódio da série. McCarthy-Miller é uma antiga membro da equipa de realizadores do Saturday Night Live (SNL), um programa de televisão humorístico norte-americano transmitido pela NBC no qual Fey foi argumentista-chefe entre 1999 e 2006. 30 Rock é muitas vezes visto como um reflexo cómico do SNL, e Liz Lemon como uma versão ficcionada de Fey, encarnando as dificuldades de liderar um programa cómico num ambiente dominado por homens, tal como o seu papel na vida real no SNL. Vários antigos integrantes do elenco do SNL já desempenharam papéis importantes ou fizeram participações especiais em 30 Rock, inclusive Tracy Morgan e a própria Fey, que foi a primeira apresentadora feminina do segmento Weekend Update. Além de McCarthy-Miller, outros membros da equipa do SNL que já trabalharam em 30 Rock são: John Lutz, argumentista do SNL entre 2003 a 2010 e membro do elenco de 30 Rock; e Steve Higgins, argumentista e produtor do SNL de 1995 a 2009 que fez participações na sétima temporada de 30 Rock. Alec Baldwin, apesar de nunca ter sido membro do elenco do SNL, detém o recorde de ser o anfitrião do programa por mais vezes, com dezassete vezes.
O comediante Jason Sudeikis, que também integrou o elenco do SNL, fez uma participação especial em "Emanuelle Goes to Dinosaur Land", a sua 11.ª como Floyd DeBarber, e terceira na temporada. Vários outros ex-alunos do SNL já desempenharam papéis importantes ou fizeram participações especiais em 30 Rock, tais como Fred Armisen, Jimmy Fallon, Siobhan Fallon Hogan, Will Ferrell, Will Forte, Gilbert Gottfried, Bill Hader, Jan Hooks, Julia Louis-Dreyfus, Tim Meadows, Bobby Moynihan, Amy Poehler, Rob Riggle, Horatio Sanz, Molly Shannon, Jason Sudeikis, e Kristen Wiig. Em "Emanuelle Goes to Dinosaur Land", a Igreja Católica de Santa Cecília em Greenpoint, Brooklyn, serviu de locação para a igreja na qual Floyd e Kaitlin se casaram. Kaitlin foi desempenhada por Kristin McGee, que fez a sua segunda participação em 30 Rock desempenhando este papel neste episódio. Todavia, McGee já havia participado como uma figurante em "Sun Tea".
Outras participações especiais em "Emanuelle Goes to Dinosaur Land" foram a sexta de Elizabeth Banks e a quarta de Julianne Moore, respetivas intérpretes de Avery Jessup e Nancy Donovan. O episódio marca também o regresso de Dean Winters para desempenhar Dennis Duffy pela oitava vez. Depois da batalha do ator contra uma infeção bacteriana grave que levou a cirurgias múltiplas e amputações, Fey convidou Winters pessoalmente a regressar à série durante a sua recuperação. Jon Hamm, Michael Sheen, John Anderson e Seth Kirschner também participaram do episódio, respetivamente desempenhando Dr. Drew Baird pela quinta vez, Wesley Snipes pela terceira vez, Astronauta Mike Dexter pela terceira e última vez, e Shawn. Na altura, Hamm era membro do elenco de Mad Men, um seriado com o qual 30 Rock partilha uma ligação única, como ambos eram transmitidos por emissoras pertencentes à NBC. Para Anderson, a sua participação foi creditada como Astronauta Mike Dexter, embora a sua personagem se apresente como Mike e afirme ser um advogado.
A história de Tracy para alcançar o estatuto de EGOT foi mencionada pela primeira vez neste episódio. Tracy decide ganhar um Emmy, um Grammy, um Óscar e um Tony depois de ver um colar grande com a estampa "EGOT" em diamantes incrustados numa loja de penhores. Este colar, um exagero cómico, faz referência às aspirações da vida real do ator Philip Michael Thomas, que cunhou o termo e criou uma versão mais discreta do colar para simbolizar a sua ambição de alcançar os quatro prémios em cinco anos. Apesar de Thomas nunca ter conseguido esta proeza, o seu conceito teve eco junto dos argumentistas de 30 Rock e tornou-se a peça central da história de Tracy, criada por Kay Cannon. O arco ofereceu a Tracy um objetivo claro, uma raridade para a sua personagem nas temporadas anteriores, e incluiu os seus esforços cómicos para compor música e encenar um espetáculo de um homem só para se aproximar do estatuto de EGOT. Em "Emanuelle Goes to Dinosaur Land", Tracy concebe a ideia de produzir o filme Hard To Watch, na esperança de conseguir um Óscar pela sua prestação.
Além disso, "Emanuelle Goes to Dinosaur Land" é notável por entre os membros da equipa de produção de 30 Rock, assim como pelo elenco, por apresentar algumas do que foram consideradas as melhores piadas de Tracy Jordan, interpretado por Tracy Morgan, na história da série. No episódio, a personagem revisita o bairro no qual cresceu, e fica dominado por memórias de acontecimentos absurdos e traumáticos, que passou anos a tentar reprimir, como dormir numa cama velha de cão recheada de perucas, testemunhar uma prostituta a esfaquear um palhaço e usar uma caixa torácica como cesto de basquetebol. Estas cenas foram tão hilariantes para os actores Jack McBrayer e Kevin Brown que tiveram dificuldade em manter a compostura durante as filmagens. A história de Tracy neste episódio também destaca com humor o seu amor contínuo pela história dos Estados Unidos, com Tracy a lamentar os projetos com o nome do Presidente Zachary Taylor.
Judah Friedlander, intérprete do argumentista Frank Rossitano em 30 Rock, é conhecido pela sua coleção de chapéus de camionista adornados com vários slogans, frases e palavras. Esta caraterística não é apenas um adereço aleatório, mas sim uma parte integrante da personalidade de Frank e do humor da série. Segundo Friedlander, ele desenha e cria estes chapéus pessoalmente, tendo originado chapéus suficientes para usar um diferente em cada cena de 30 Rock, o que se traduz em cerca de três chapéus por episódio. O conteúdo dos chapéus de Frank reflete frequentemente a sua personalidade sarcástica, interesses peculiares ou referências à cultura popular. Alguns exemplos notáveis incluem erros ortográficos, frases nostálgicas e afirmações bizarras que dão uma ideia do carácter de Frank antes mesmo de ele falar. Ocasionalmente, os chapéus são incorporados no enredo, acrescentando uma camada extra de comédia. A personalidade de Friedlander na vida real também envolve o uso de chapéus semelhantes durante as suas atuações de comédia stand-up. Muitas vezes, ostenta nesses chapéus títulos ou capacidades ultrajantes, como "Campeão do Mundo" em diversas línguas, o que contrasta humoristicamente com o seu comportamento descontraído. Em "Emanuelle Goes to Dinosaur Land", Frank usa um boné que lê "Pocket Dialer."

## Enredo
Liz Lemon (Tina Fey) não tem um acompanhante para o casamento do seu ex-namorado Floyd DeBarber (Jason Sudeikis) e não quer estar sozinha. Então, ela revisita os seus antigos namorados Drew Baird (Jon Hamm) e Dennis Duffy (Dean Winters), mas as visitas não correm bem. Mais tarde, numa festa, ela descobre por Cerie Xerox (Katrina Bowden), a sua assistente de escritório, que se sentará ao lado de Wesley Snipes (Michael Sheen), um homem a quem Liz despreza, no casamento de Cerie. Como resultado disto, Liz convida Wesley como o seu par para o casamento de Floyd. No casamento, Wesley revela que perdeu o emprego e precisa que Liz lhe arranje a residência nos EUA, e propõe-lhe em casamento. Após uma conversa mal sucedida com Mike (John Anderson), amigo de Floyd, Liz aceita casar com Wesley.
Entretanto, Jack Donaghy (Alec Baldwin) ainda está num dilema sobre quem escolher entre Avery Jessup (Elizabeth Banks) e Nancy Donovan (Julianne Moore). Avery decide não ser a acompanhante de Jack no casamento de Cerie, e que enquanto ela estiver fora, Jack tem de pensar se quer ou não ficar com ela. Assim que Avery sai, Nancy aparece sem avisar e decide passar o fim de semana com Jack. Liz tenta dissuadi-lo de sair com Nancy depois de ele lhe ter pedido um conselho. Então, Jack decide manter as coisas platónicas com Nancy, para que não haja problemas na sua decisão de escolher entre elas, mas acaba por dormir com Nancy. Na manhã seguinte, Nancy admite que os dois passarem a noite juntos foi algo grande, uma vez que Jack foi o primeiro homem com quem ela dormiu após o divórcio. No casamento de Floyd, Jack conta a Nancy sobre Avery e, como resultado, Nancy ameaça deixá-lo para sempre quando a cerimónia terminar. Enquanto Liz faz uma leitura, Jack envia-lhe uma mensagem para parar, resultando na leitura de passagens bíblicas impróprias do Antigo Testamento na igreja, como I Coríntios 13, Gênesis 38:9, Êxodo 4:25 e Gênesis 31:15.
Simultaneamente, Tracy Jordan (Tracy Morgan) informa a Dot Com Slattery (Kevin Brown) e Kenneth Parcell (Jack McBrayer) que quer fazer parte do filme Garfield 3: Feline Groovy. Dot Com e Kenneth dizem a Tracy que ele se deve concentrar nas hipóteses de ganhar um Óscar, como parte da sua busca pelo EGOT. Os dois incentivam-no a fazer uma audição para Hard To Watch, a história de um rapaz do centro da cidade que vive no gueto, algo com que Tracy se pode identificar diretamente. Tracy decide fazer uma audição para o filme, mas percebe que interpretar o papel pode trazer à tona muitas memórias reprimidas. Dot Com e Kenneth, juntamente com Tracy, visitam todos os lugares da infância de Tracy de forma a prepará-lo para o papel, mas o tiro sai pela culatra quando Tracy é levado às lágrimas por causa do seu passado.